# In stillen Nächten
In stillen Nächten ist die 2013 erschienene zweite Gedichtsammlung des deutschen Musikers und Lyrikers Till Lindemann. Verlegt wurde sie bei Kiepenheuer & Witsch mit Schwarzweiß-Zeichnungen von Matthias Matthies.

## Hintergrund
Alexander Gorkow, der als Herausgeber des Buchs fungiert, hatte Lindemanns erste Gedichtsammlung Messer gelesen und fragte ihn, ob Lindemann noch Gedichte schrieb. Er war von Messer begeistert gewesen, befand es aber als noch nicht „abgenabelt“ genug von den Texten, die Lindemann für Rammstein schrieb. Das Werk wurde ins Niederländische, Polnische, Schwedische, Englische und Russische übersetzt.

## Inhalt
In den Gedichten werden viele verschiedene Emotionen und Thematiken angesprochen, darunter Weltschmerz, Fatalismus, Komik und Sehnsucht. Es finden sich laut Verlagsankündigung „Bezüge zur Romantik und zum Expressionismus“.

### Motive, Thematiken, Symbolik
Die Seefahrt, das Wasser, der Sog sind Hauptmotive und -bilder in Lindemanns Gedichtband. Entstehung der Gezeiten, Zur See, Alles ist naß, Sehr einsam mit Fischen, Ein Grund, Ja, Schweiß, Ritze, Vatertag und Warum greifen die Metaphern und des Strömenden und Fliessenden auf ganz unterschiedliche Weisen auf.
Feuer, das sonst solch ein wichtiges Motiv in Lindemann- und Rammsteintexten ist, findet nur in Das Experiment und Der schöne Mensch Eingang. Auch sexuelle Devianz, in diesem Fall Nekrophilie, wird in nur einem Gedicht (Elegie für Marie Antoinette) thematisiert.
(Tragi)komik wird in Logik, Samenraub, Nur, Spring, Schweiß und Wahre Freude zum Ausdruck gebracht.
Parallelen zu Rammsteintexten lassen sich in Ich find mich gut (Vgl. Zwitter), Liebeslied (Vgl. Gib mir deine Augen) Ferien (Vgl. Haifisch) sowie Nicht leben wie ein Hund (Vgl. Bück dich und Bestrafe mich) finden.
Allgemein ist der sexuelle Akt ein dominierendes Thema des Bandes. Auf die Bemerkung eines Interviewers des Metal Hammer, dass in „nahezu jedem zweiten Gedicht seines Werkes um Sex“ gehe, äußerte Lindemann: „Das stimmt. Teilweise sogar in irgendwelchen Allegorien versteckt. Ich finde, Sex wird viel zu wenig bemustert, bemalt oder beschrieben. Sex kommt permanent im Leben vor, wird aber immer zu latent abgehandelt. Dabei begegnet er uns auf Schritt und Tritt, wenn man sich nicht gerade im Wald versteckt. Sex löst ständig Reize aus, mit denen auch in den Medien, im Fernsehen oder im Internet herumgespielt wird. Man kann keine zwei Meter laufen, kaum eine Webseite öffnen, ohne dass es einen sofort erwischt.“
Das Herz, Lindemanns Hauptsymbol, wird stets wieder aufgegriffen in Sehr einsam mit Fischen, Nein, Kein Herz, Das Messer, Wir zwei, Entstehung der Gezeiten, Nachtigall, Neuschnee, Schade, Auf's Land, Wo ist dein Herz und Die Geige.
Lindemann verzichtete bei sämtlichen Gedichten auf Zeichensetzung und schrieb in alter deutscher Rechtschreibung. Der Herausgeber Gorkow redigierte die Gedichte nicht.

## Kritik
- Linus Schöpfer schrieb im Schweizer Tages-Anzeiger: „Lindemanns Gewalt ist allerdings keine triumphale, sich selber gefallende. Sondern eine erbärmliche, widerliche – eine, die aus einem Missverständnis heraus geschieht, aus Not, Unvermögen oder Verzweiflung, und die häufig mit Selbstquälerei endet. Lindemanns lyrisches Ich erinnert an den Riesen aus Steinbecks «Von Mäusen und Menschen», der ein Hündchen liebkosen möchte und es dabei erdrosselt. Oder an «Edward mit den Scherenhänden». Es ist die gleiche Tragödie. Sex mag die Aggressionen auflösen und mündet doch immer in Enttäuschung: «Ich fand Fleisch am Bett / Das hatte ein Gesicht / Ich dacht es wäre Liebe / War es aber nicht» («Fleisch»).“[6]
- Georg Diez schrieb im Spiegel: „Hart und hölzern sind Till Lindemanns Gedichte. Kaum zu glauben, dass der dichtende Rammstein-Sänger sie selbst verfasst hat, sie lesen sich wie ein böser Witz von David Lynch und Slavoj Zizek. Ist das deutsche Feuilleton auf einen Fake hereingefallen?“[7]
- Die Autorin Margarete Stokowski schrieb im Spiegel: „Zufällig tut dieses lyrische Ich in Gedichten, Songtexten, Romanen, die heute als frauenfeindlich kritisiert werden, immer dasselbe: Frauen erniedrigen und böse Wörter sagen wie ein Neunjähriger. Wie durch Magie fügt es sich immer wieder in die Tradition, gewalttätiges Verhalten von Männern als irgendwie auch niedlichen Hilfeschrei einer gebrochenen Seele zu vermarkten.“[8]
- Julia Maria Grass, Redakteurin der Berliner Zeitung: „Es gehört nicht viel Interpretationsfähigkeit und auch kein großartig literarisches Talent dazu, um zu verstehen, was hier steht: „Ich bin ein Mann. Du bist eine Frau. Ich setze dich unter Drogen und vergewaltige ich. Das ist geil.“ Es tut dabei recht wenig zur Sache, ob hier der Autor selbst oder sein „lyrisches Ich“ spricht. Das ist sexistischer Dreck. Und der bleibt sexistischer Dreck, auch wenn er sich reimt.“[9]
- Die Literaturwissenschaftlerin Andrea Geier beschrieb in der FAZ, dass Literaturbetriebe sexuelle Gewalt verharmlosen würden: „Im Fall des Vergewaltigungsgedichtes stellt das lyrische Ich letztlich ein Deckargument dar: Die Frage, wie man den Autor Lindemann zur genießerischen Darstellung einer Vergewaltigung aus Tätersicht im Gedicht in Bezug setzen sollte, lässt sich gar nicht mit Verweisen auf das lyrische Ich beantworten, da es sich bei ihm nicht um ein Instrument handelt, mit dem man auf die immer gleiche kategorische Weise Autorperson und Sprechinstanz trennen müsste.“[10]

## Reaktionen auf MeToo-Vorwürfe
Der Verlag Kiepenheuer & Witsch kündigte im Juni 2023 die Zusammenarbeit mit Lindemanns Lyrikband In stillen Nächten. Dies geschah, nachdem bekannt wurde, dass mehrere Frauen Vorwürfe gegen Rammstein-Frontmann Lindemann erhoben haben und das Buch Gegenstand eines gewalttätigen Pornos mit dem Titel Till the End ist. Der Verlag gab an, erst im Zuge der MeToo-Vorwürfe Kenntnis von diesem Video erhalten zu haben und hat daraufhin sofort sämtliche Veröffentlichungen von Lindemann aus dem Sortiment genommen. Verlegerin Kerstin Gleba äußerte sich zu der Entscheidung: „Mit Erschütterung haben wir in den letzten Tagen öffentlich gewordene Vorwürfe gegen Till Lindemann verfolgt. Unser Mitgefühl und unser Respekt gilt den betroffenen Frauen.“